# Hartsakacia
Hartsakacia (Acacia retinodes) är en ärtväxtart inom akaciasläktet, från östra Australien. Arten beskrevs av Diederich Franz Leonhard von Schlechtendal.
Hartsakacian blir en buske eller litet träd på upp till 6 meter med hängande grenar. De bladlika fylloiderna är smalt lansettlika, blågröna och med tydlig mittnerver, 5−20 cm långa. Blomställningarna är klotformade i ax som är kortare än fylloiderna. Blomman är blekt gul.
Arten delas in i följande varieteter:
- A. retinodes var. retinodes
- A. retinodes var. uncifolia

## Bildgalleri

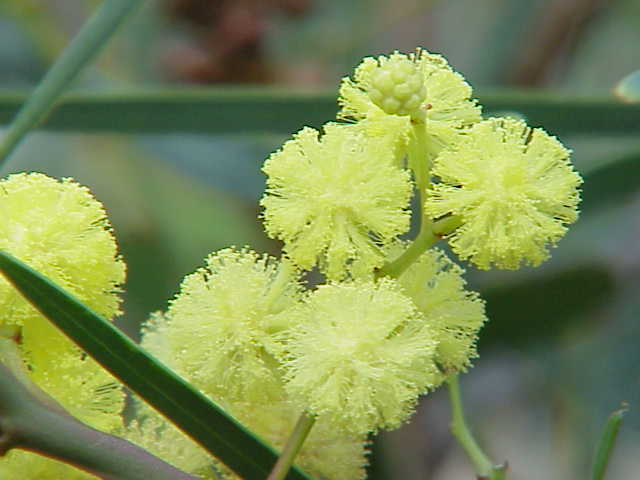
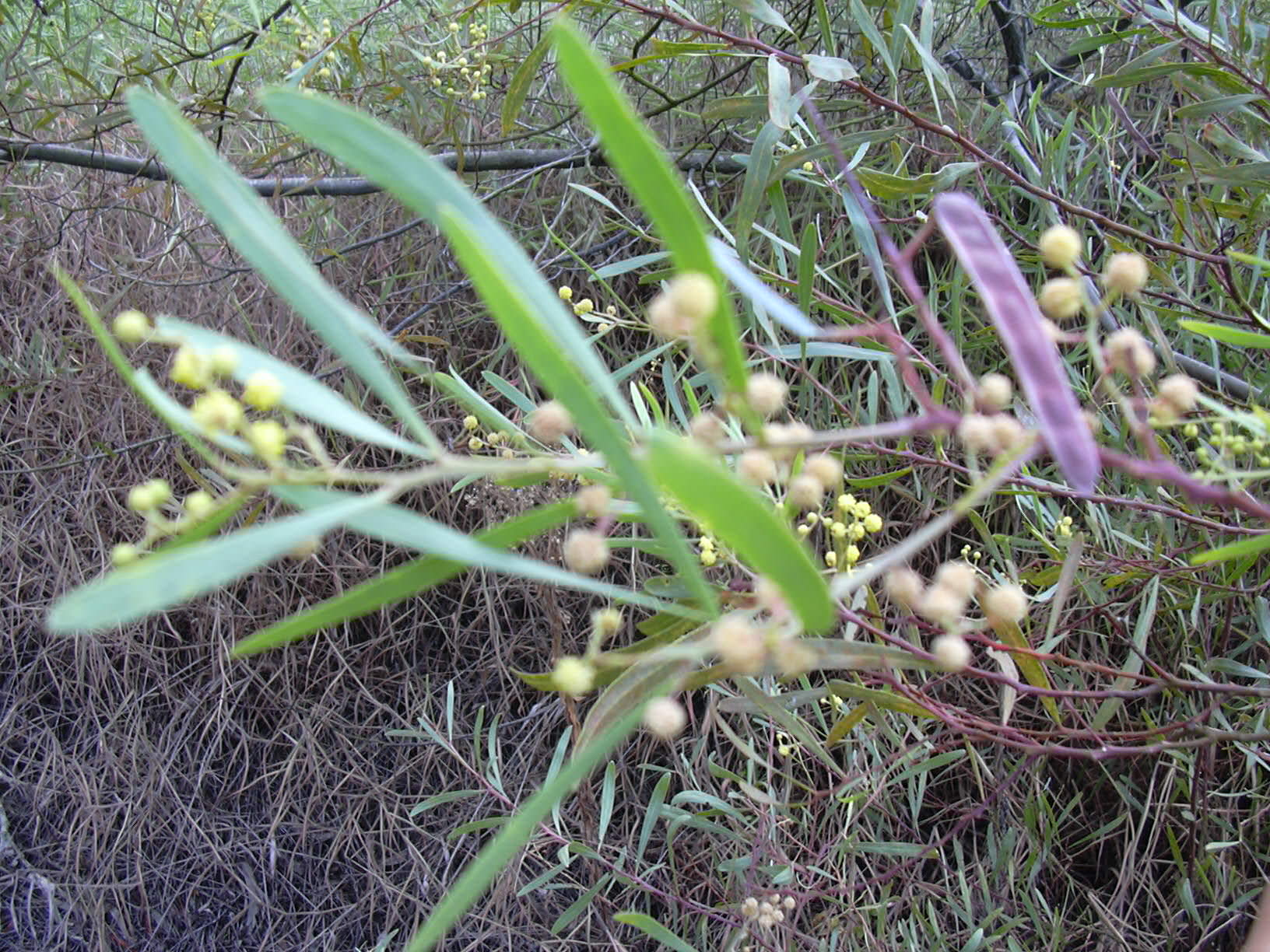